# Jiří Dunděra
Jiří Dunděra (* 28. listopadu 1933 Brno) je český lékař, skaut a publicista.

## Život
Jeho rodiče Vladimír Dunděra a Gabriela Dunděrová byli v roce 1942 popraveni v Kounicových kolejích v Brně za ošetřování velitele paradesantní skupiny Zinc Oldřicha Pechala. Od mládí se věnoval skautingu, začínal jako člen holešovského oddílu Junáka vedeného Rudolfem Plajnerem, později působil v Kyjově jako vůdce oddílu oldskautů a činovník střediskové rady.
V roce 1952 absolvoval Klvaňovo gymnázium v Kyjově a roku 1958 Lékařskou fakultu Masarykovy univerzity v Brně.
Vedle lékařského povolání, vykonávaného v kyjovské nemocnici, kde pracoval jako internista – gastroenterolog, se zajímal o divadlo a o výtvarné umění včetně vlastní tvorby (kresba, grafika, koláž). Později se však soustředil na publicistiku; je autorem mnoha článků z oblasti kultury a historie, zejména v regionálních a oblastních periodikách, a také několika knih. Vedle osobitých pohledů do lékařského prostředí (Úsměvy cechu Hippokratova, 2007) zachytil také životní příběhy řady osobností regionu, z nichž řada byla jeho osobními přáteli, i historické události, které se jich dotkly či je přímo spolutvořili: 33 životů (2005), Hrstka osudů (2010) a Křižovatky osudů (2014). K nim se přiřadila i knížka o extrémních osudech z vlastního rozhodnutí S bombardéry na válečném nebi – Kyjovjáci u třistajedenáctky (2018).
Za celoživotní zásluhy v oblasti kultury, výtvarného umění i zdravotnictví a za významný přínos v oblasti mapování novodobé historie a osobností Kyjovska mu byla udělena Cena města Kyjova (2002) a Cena starosty města Kyjova (2013).
V roce 2013 kyjovská Galerie Doma uspořádala výstavu jeho výtvarných prací.

## Dílo
- DUNDĚRA, Jiří. 33 životů. [s.l.]: Kyjovské Slovácko v pohybu, 2005. 154 s. ISBN 80-239-8070-X.
- DUNDĚRA, Jiří. Úsměvy cechu Hippokratova. [s.l.]: Kyjovské Slovácko v pohybu, 2007. 131 s. ISBN 978-80-254-0846-9.
- DUNDĚRA, Jiří. Hrstka osudů. [s.l.]: Kyjovské Slovácko v pohybu, 2010. 205 s. ISBN 978-80-254-8506-4.
- DUNDĚRA, JIří. Křižovatky osudů. [s.l.]: Kyjovské Slovácko v pohybu, 2014. 231 s. ISBN 978-80-905192-3-7.
- BŘEČKA, Jan; DUNDĚRA, Jiří. S bombardéry na válečném nebi : Kyjovjáci u třistajedenáctky. [s.l.]: Kyjovské Slovácko v pohybu, 2018. 210 s. ISBN 978-80-905192-6-8.